# Jakičevo
Jakičevo – wieś w Słowenii, w gminie Velike Lašče. W 2018 roku liczyła 29 mieszkańców.